# Diaporthe striiformis
Diaporthe striiformis är en svampart som först beskrevs av Elias Fries, och fick sitt nu gällande namn av Nitschke 1870. Diaporthe striiformis ingår i släktet Diaporthe och familjen Diaporthaceae.  Arten är reproducerande i Sverige. Inga underarter finns listade i Catalogue of Life.